# 2016 في النمسا
فيما يلي قوائم الأحداث التي وقعت خلال عام 2016 في النمسا.

## سياسة

### تعيين في المنصب
- 1 يوليو – ألكسندر فان دير بيلين قائمة رؤساء النمسا.

### انتهاء فترة المنصب
- 1 يناير – فيرنر فايمان chairman of the Social Democratic Party ‏.
- 1 يناير – مارجيت فيشر السيدة الأولى للنمسا [الإنجليزية]‏.
- 8 يوليو – هاينز فيشر قائمة رؤساء النمسا.

## رياضة
- 22 أبريل – جيرو ديل ترينتينو 2016 الفائزون أيه إل أم 2016 [الإنجليزية]‏، إيغان بيرنال، جاكوب فوجلسانج، تانيل كانجيرت، مايكل اندا، أنطونيو مولينا (دراج).
- 19 يونيو – طواف سويسرا 2016 الفائزون ماكسيميليانو ريتشيزي، كاتوشا 2016 [الإنجليزية]‏، ميغل أنغل لوبز، وارن بارجويل، جون ازقيراي، Antwan Tolhoek [الإنجليزية]‏.
- 9 يوليو – طواف النمسا 2016 الفائزون Alessandro Vanotti [الإنجليزية]‏، جان هيرت، فريدريك باكارت، Wanty-Groupe Gobert 2016  [لغات أخرى]‏، باتريك شيلينغ، ويليام مارتن (دراج).

## أفلام
من الأفلام التي صدرت هذه السنة في النمسا:
- 1 يناير – آمال السينما من إخراج Michael Palm  [لغات أخرى]‏.

## وفيات

### يناير
- 28 يناير – ترود دوثان (مواليد 1922)[1]

### أبريل
- 19 أبريل – والتر كون (مواليد 1923) فيزيائي أمريكي.[2]
- 25 أبريل – رودولف يسلي (مواليد 1925) ممثل نمساوي.[3]

### مايو
- 9 مايو – كارل ماراموروسش (مواليد 1915)[4]
- 21 مايو – ألفريدو باور (مواليد 1924)

### سبتمبر
- 8 سبتمبر – غريتا فريدمان (مواليد 1924) مساعدة طبيب أسنان من الولايات المتحدة الأمريكية.[5]